# Puig del Bac
El Puig del Bac és una muntanya de 1.160 metres que es troba al municipi de Rupit i Pruit, a la comarca d'Osona.